# Daniel Aguirre (Leichtathlet)
Daniel Felipe Aguirre (* 13. März 1995) ist ein kolumbianischer Leichtathlet, der sich auf den Hammerwurf spezialisiert hat.

## Sportliche Laufbahn
Erste internationale Erfahrungen sammelte Daniel Aguirre im Jahr 2012, als er bei den Jugendsüdamerikameisterschaften in Mendoza mit einer Weite von 65,37 m den vierten Platz mit dem 5-kg-Hammer belegte und im Diskuswurf mit 39,87 m Rang acht erreichte. Im Jahr darauf gelangte er bei den Panamerikanischen Juniorenmeisterschaften in Medellín mit 57,04 m auf den zwölften Platz im Hammerwurf und 2015 nahm er an der Sommer-Universiade in Gwangju teil, brachte dort aber keinen gültigen Versuch zustande. 2017 belegte er bei den Südamerikameisterschaften in Luque mit 61,52 m den fünften Platz und gelangte anschließend bei den Studentenweltspielen in Taipeh mit 59,96 m auf Rang 14. Daraufhin gewann er bei den Juegos Bolivarianos in Santa Marta mit 61,42 m die Bronzemedaille hinter dem Chilenen Hevertt Álvarez und seinem Landsmann Elías Mauricio Díaz. 2019 klassierte er sich dann bei den Südamerikameisterschaften in Lima mit 62,47 m auf dem sechsten Platz.